# 周允元
周允元（？—695年1月29日），字汝良，武周官员，曾短暂担任宰相。
周允元生年不详，是豫州安城人，祖上为南朝梁义、衡二州刺史、袭蓬陵侯周表，父周基。他在弱冠之年即通过殿试中进士。延载（694年）初，他转任左肃政御史中丞，十月在右肃政台御史中丞任上被武则天除检校凤阁侍郎，授同鳳閣鸞臺平章事，为实质宰相。证圣元年（695年）正月，周允元和酷吏司刑少卿皇甫文備上疏弹劾五位宰相豆盧欽望、韦巨源、杜景儉、蘇味道和陸元方附会于694年后期被武则天流放的权相李昭德且未能匡正，五位宰相都被贬为刺史。
一次，武则天与宰相们饮宴，要他们引用书中的善言。周允元说：“耻于君主不如尧、舜。”武则天之侄武三思想借此斥责他，但武则天却说：“周允元的这句话足以为戒，怎么能怪罪他呢？”
证圣元年，周允元卒，追赠贝州刺史。武则天亲自作七言诗一首以示哀悼，并亲自书写，时人以为荣。

## 评价
- 《旧唐书》史官曰：豆卢钦望、张光辅、史务滋、崔元综、周允元等，或有片言，非无小善，登于大用，可谓具臣。

## 轶闻
《太平广记》记载：周允元有一次下朝入阁，太平公主叫一个医生从光政门进入，医生看见一个鬼撮周允元的头，二鬼持棒随其后，直入景运门。医生告诉公主，公主奏知武则天。武则天令给使观察询问，周允元在阁中没有异样。周允元吃完饭回房，午后如厕，长史、参军、典史奇怪他很久都没出来，去看，只见他倒在厕所地上，眼睛直视，不说话，口中口水滴落。给使上奏，武则天问医生：“这能活多久？”答：“缓则三日，急则一日。”武则天赐锦被给周允元盖，用轿舆送他回家，夜半时周允元去世了。武则天亲自作诗哀悼。

## 延伸阅读
[在维基数据编辑]
 《新唐書·卷114》，出自《新唐書》